# Musculus popliteus
Der Musculus popliteus (lat. für „Kniekehlenmuskel“) ist ein Skelettmuskel und liegt in der tiefen Beugerloge des Unterschenkels. Er ist ein kleiner Muskel, der der Gelenkkapsel von hinten anliegt.
In die Ursprungssehne des Muskels ist bei einigen Spezies ein Sesambein (Os sesamoideum musculi poplitei) eingelagert, welches auch als Cyamella bezeichnet wird. Dieses kommt bei Katzen, Feuchtnasenaffen und Krallenaffen immer, bei Hunden bei etwa 80 % der Individuen und selten auch beim Menschen und anderen Primaten vor.

## Funktion
Obwohl der Musculus popliteus in der Beugerloge des Unterschenkels liegt, wirkt er tatsächlich nur beugend auf das Knie, wenn das Gelenk bereits stark gebeugt ist. Hierbei zieht er das Hinterhorn des lateralen Meniskus nach hinten und schützt es somit vor Einklemmung. Bei annähernd gestrecktem Knie wirkt er aufgrund seines Verhältnisses zur Beugeachse schwach streckend auf das Gelenk. Seine wichtigste Funktion ist jedoch die Aufhebung der Schlussrotation des Knies, indem er das Schienbein (Tibia) nach innen rotiert, bzw. bei aufgestelltem Bein das Femur gegen die Tibia nach außen. Somit werden die Kollateralbänder (relativ gegen die Situation bei gestrecktem Knie) entspannt und der Femurkopf wird in die Gelenkfläche der Tibia reponiert, wodurch eine Beugung des Knies ermöglicht wird.